# Sillartade fiskar
Sillartade fiskar (Clupeiformes) är en ordning benfiskar som omfattar cirka 360 kända arter fördelade på fem familjer, däribland sill och ansjovis. Sillen, som är en kommersiellt mycket viktig fisk för fisket hör till den största familjen i ordningen, sillfiskar, som innehåller omkring 216 arter. Även anjovis, som hör till den näst största familjen, ansjovisfiskar med ungefär 140 arter, är en kommersiellt viktig art för fisket.
Sillartade fiskar har en strömlinjeformad och från sidorna tillplattad kropp, med tydligt framträdande fjäll och välutvecklade fenor. Flertalet arter i ordningen är förhållandevis små fiskar, med en kroppslängd på omkring 25-40 centimeter, men det finns också större arter med en kroppslängd på upp mot en meter, liksom mindre arter med en genomsnittlig kroppslängd på under 10 centimeter. De flesta arter har en silveraktig färg, ofta med ett blåaktigt eller grönaktigt skimmer över ryggen. Hos alla arter utom tandsillen, Denticeps clupeoides, saknas synlig sidolinje. Denna art, som bara förekommer i Benin, Nigeria och Kameruns floder i västra Afrika, räknas till de mest primitiva av alla sillartade fiskar och den är också den enda nu förekommande arten i sin familj, tandsillar.
Då arterna i ordningen förekommer i många olika miljöer, i havet såväl som i sjöar och olika sorters vattendrag har de ett mycket varierat levnadssätt. Flertalet arter livnär sig dock på plankton och bildar stora stim som födosöker tillsammans, men vargsillfiskarna, av vilka det finns två arter, är aktiva rovfiskar. Att bilda stim skyddar också i större utsträckning de enskilda individerna mot predatorer, även om de stora stimmen som många sillartade fiskar bildar själva lockar till sig många sådana, och i de marina ekosystemen är de sillartade fiskarna viktig föda för många rovfiskar, havsfåglar och havslevande däggdjur.
Lekbeteendet innfattar för några arter som lever i havet kortare vandringar upp i floder till speciella lekplatser i sötvatten, exempelvis vit stalksill (Alosa sapidissma) som förekommer längs öst- och västkusten till Nordamerika. Andra arter har yngel som lever pelagiskt.